# Той не си пада по теб
„Той не си пада по теб“ (на английски: He's Just Not That Into You) е американска романтична трагикомедия от 2009 г. на режисьора Кен Куапис, базиран на едноименния бестселър от 2004 г., написан от Грег Беренд и Лиз Тучило. Във филма участват Бен Афлек, Дженифър Анистън, Дрю Баримор, Дженифър Конъли, Кевин Конъли, Брадли Купър, Джинифър Гудуин, Скарлет Йохансон, Крис Кристоферсън и Джъстин Лонг. Филмът е продуциран от New Line Cinema и Flower Films, производствената компания под собственост на Баримор, която служи като изпълнителен продуцент. Продукцията започна в Балтимор през 2007 г. Филмът е пуснат на 6 февруари 2009 г. от Warner Bros. Pictures със смесени отзиви от критиците.

## Актьорски състав
| Актьор            | Роля      |
| ----------------- | --------- |
| Бен Афлек         | Нийл      |
| Дженифър Анистън  | Бет       |
| Дрю Баримор       | Мари      |
| Дженифър Конъли   | Джанин    |
| Кевин Конъли      | Конър     |
| Брадли Купър      | Бен       |
| Джинифър Гудуин   | Гиджи     |
| Скарлет Йохансон  | Анна      |
| Крис Кристоферсън | Кен Мърфи |
| Джъстин Лонг      | Алекс     |
| Уилсън Круз       | Нейтън    |
| Хеди Бърес        | Лаура     |
| Саша Александър   | Катрин    |
| Леонардо Нам      | Джошуа    |
| Бъси Филипс       | Кели Ан   |

## В България
В България филмът е пуснат по кината на 10 април 2009 г. от Александра Филмс.
На 31 август 2009 г. е издаден на DVD от А Плюс Филмс.
На 2 януари 2015 г. е излъчен по bTV с български дублаж.
| Озвучаващи артисти | Ева Демирева Татяна Захова Петя Абаджиева Христо Димитров Веселин Калановски Васил Бинев |
| Преводач           | Венета Горанова                                                                          |